# Foshan
Foshan (xinès: 佛山市; pinyin: Fóshān) és una ciutat-prefectura de la província de Guangdong, al sud de la República Popular de la Xina. Foshan està situada uns 20 km al sud-oest de Canton. Té una superfíci de 3.813 km² i una població de 9,5 milions d'habitants segons el cens del 2020.
La ciutat té fama ancestral pel seu cultiu d'arts manuals i manufactura de ceràmica vidrada, especialment de teules molt elaborades. El seu codi postal és el 528000.

## Història

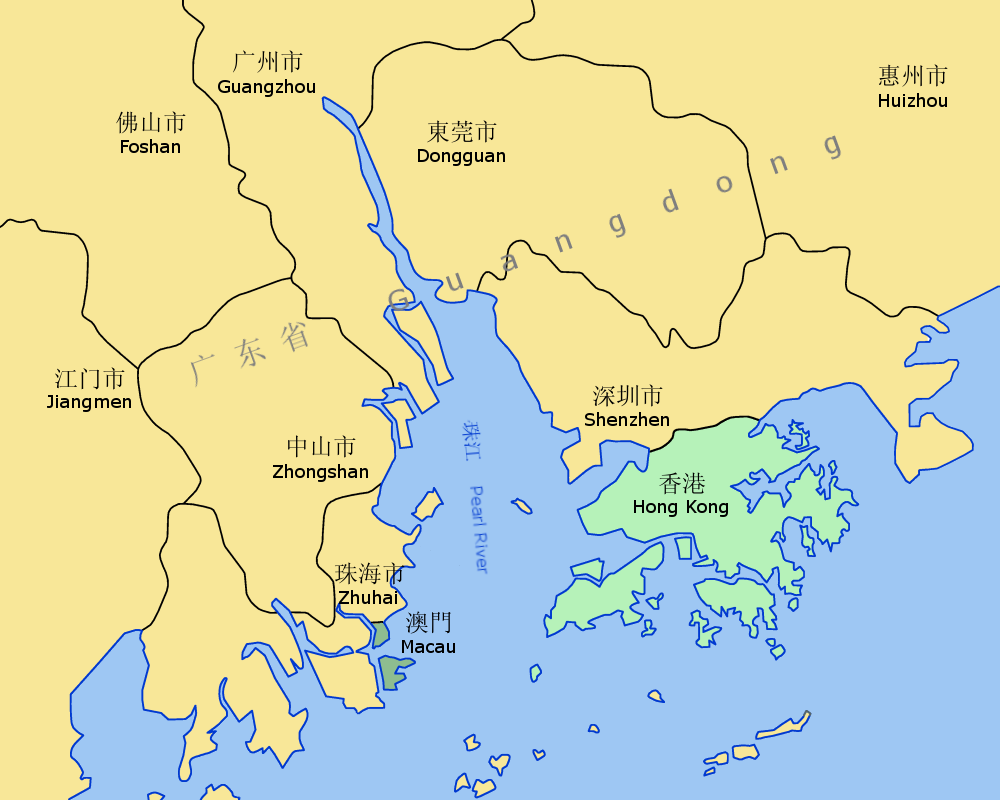
Mapa del delta del riu Perla, al nord-oest del qual es troba Foshan.

Foshan té una llarga història que es remunta uns 5000 anys. Va adquirir el seu nom de les tres estàtues de Buda que es van descobrir en aquesta zona durant la dinastia Tang. La ciutat ha estat famosa durant molts segles per la indústria de la porcellana. A causa del seu clima temperat amb pluges abundants, ha estat un centre de pesca i d'agricultura.

## Transport
La ciutat està connectada entre sí amb les poblacions veïnes per mitjà de totes els mitjans de transport:
Aire: l'Aeroport Internacional Foshan Shadi (佛山沙堤机场) es troba 21 km al nord del centre de la ciutat. Inicialment, al 1985, era un aeroport militar i va passar a ser de servei mixt el 18 de novembre de 2009.
FMetro també conegut com Foshan Metro (佛山地铁), és el sistema de metro de la ciutat, operat pel grup estatal Foshan Railway i en part per la Corporació metro de Canton. Les obres van començar l'any 2002 i la primera línia va obrir el 3 de novembre de 2010.

## Administració
La ciutat-prefactura de Foshan està dividida en cinc districtes.
- Chancheng (禅城区)
- Nanhai (南海区)
- Sanshui (三水区)
- Gaoming (高明区)
- Shunde (顺德区)

## Llocs d'interès
- Temple dels Ancestres (23° 1′ 53.76″ N, 113° 6′ 28.44″ E / 23.0316000°N,113.1079000°E): (祖庙, zu miao) Construít en el segle xi com a lloc de veneració dels ancestres, a partir del segle xiv ha albergat una estàtua de 2.5 tones del déu Beidi, el déu taoista de l'aigua i dels seus ocupants, principalment els peixos, les tortugues i les serps. Són d'especial interès les teulades fetes amb teules ceràmiques esmaltades, de colors vius i amb tota classe de formes.
- Pagoda Renshou (23° 2′ 9.6″ N, 113° 6′ 27″ E / 23.036000°N,113.10750°E)
- Centre de les Arts Manuals: situat al costat de la pagoda Renshou
- Jardí dels Liang (23° 2′ 26.52″ N, 113° 6′ 27″ E / 23.0407000°N,113.10750°E): és un complex d'edificis i jardins construït en el segle xix per la família de rics mercaders Liang. En el segle xx, va ser abandonat i es va deteriorar fins que a mitjan anys 1980 es van començar unes obres per a restaurar-lo.

## Clima
Els patrons climàtics de la següent taula són els mateixos d'els de Canton:
| Paràmetres climàtics mitjans de Foshan (1971–2000) | Paràmetres climàtics mitjans de Foshan (1971–2000) | Paràmetres climàtics mitjans de Foshan (1971–2000) | Paràmetres climàtics mitjans de Foshan (1971–2000) | Paràmetres climàtics mitjans de Foshan (1971–2000) | Paràmetres climàtics mitjans de Foshan (1971–2000) | Paràmetres climàtics mitjans de Foshan (1971–2000) | Paràmetres climàtics mitjans de Foshan (1971–2000) | Paràmetres climàtics mitjans de Foshan (1971–2000) | Paràmetres climàtics mitjans de Foshan (1971–2000) | Paràmetres climàtics mitjans de Foshan (1971–2000) | Paràmetres climàtics mitjans de Foshan (1971–2000) | Paràmetres climàtics mitjans de Foshan (1971–2000) | Paràmetres climàtics mitjans de Foshan (1971–2000) |
| Mes                                                | Gen.                                               | Feb.                                               | Mar.                                               | Abr.                                               | Mai.                                               | Jun.                                               | Jul.                                               | Ago.                                               | Set.                                               | Oct.                                               | Nov.                                               | Des.                                               | Anual                                              |
| -------------------------------------------------- | -------------------------------------------------- | -------------------------------------------------- | -------------------------------------------------- | -------------------------------------------------- | -------------------------------------------------- | -------------------------------------------------- | -------------------------------------------------- | -------------------------------------------------- | -------------------------------------------------- | -------------------------------------------------- | -------------------------------------------------- | -------------------------------------------------- | -------------------------------------------------- |
| Temperatura diària màxima °C (°F)                  | 18,3 (64,9)                                        | 18,5 (65,3)                                        | 21,6 (70,9)                                        | 25,7 (78,3)                                        | 29,3 (84,7)                                        | 31,5 (88,7)                                        | 32,8 (91)                                          | 32,7 (90,9)                                        | 31,5 (88,7)                                        | 28,8 (83,8)                                        | 24,5 (76,1)                                        | 20,6 (69,1)                                        | 26,3 (79,3)                                        |
| Temperatura diària mínima °C (°F)                  | 10,3 (50,5)                                        | 11,7 (53,1)                                        | 15,2 (59,4)                                        | 19,5 (67,1)                                        | 22,7 (72,9)                                        | 24,8 (76,6)                                        | 25,5 (77,9)                                        | 25,4 (77,7)                                        | 24,0 (75,2)                                        | 20,8 (69,4)                                        | 15,9 (60,6)                                        | 11,5 (52,7)                                        | 18,9 (66)                                          |
| Precipitació total mm (polzades)                   | 40,9 (1,6)                                         | 69,4 (2,7)                                         | 84,7 (3,3)                                         | 201,2 (7,9)                                        | 283,7 (11,2)                                       | 276,2 (10,9)                                       | 232,5 (9,2)                                        | 227,0 (8,9)                                        | 166,2 (6,5)                                        | 87,3 (3,4)                                         | 35,4 (1,4)                                         | 31,6 (1,2)                                         | 1.736,1 (68,4)                                     |
| Font: China Meteorological Administration          |                                                    |                                                    |                                                    |                                                    |                                                    |                                                    |                                                    |                                                    |                                                    |                                                    |                                                    |                                                    |                                                    |

## Persones il·lustres
- Yip Man (1893–1972), mestre de les arts marcials
- Huang Fei Hong (黃飛鴻), mestre de les arts marcials

## Ciutats agermanades
Foshan està agermanda amb:
- Ais de Provença, Provença-Alps-Costa Blava, França.
- Itami, Hyōgo, Japó.
- Medway, Anglaterra, Regne Unit.
- La Possession, Illa de la Reunió, França.[4]
- Port Louis, Maurici.
- Saint George's, Granada.
- Stockton, Califòrnia, Estats Units.
- Townsville, Queensland, Austràlia.